# Nowogród Bobrzański (ville)
Pour les articles homonymes, voir Nowogród Bobrzański.
Nowogród Bobrzański (prononciation : ['nɔˈvɔɡrut bɔˈbʐaɲskʲi] ; en allemand : Naumburg am Bober) est une petite ville située dans le powiat de Zielona Góra dans la voïvodie de Lubusz, en Pologne. Elle est le siège administratif (chef-lieu) de la gmina de Nowogród Bobrzański.

## Géographie
La ville historique se situe sur les rives orientales du Bóbr, à l'extrême ouest de la région de Basse-Silésie. Le territoire communal s'étend sur 14,63 km2 et comptait 5 106 habitants en 2010.

## Histoire
La première mention confirmé témoignant de l'existence de la ville remonte au XIIIe siècle. Elle a été établi en 1202 en tant que le siège d'un châtelain du duché de Silésie, à cette époque un fief du royaume de Pologne, surveillant la frontière avec la marche de Lusace au-delà de la rivière Bóbr. Le duc Henri Ier le Barbu, issu de la maison Piast, y établit un collège de chanoines augustins en 1217. À partir de 1274, Nowogród faisait partie du duché de Żagań en Silésie ; le couvent des chanoines réguliers fut transféré à Żagań dix ans plus tard. 
Nowogród a reçu le statut de ville en 1314. Elle a été consumée par le feu et détruite par des fléaux en 1350, 1479 et 1723. Après la première guerre de Silésie, en 1742, la ville fut annexée par le royaume de Prusse, faisant partie du district de Liegnitz au sein de la province de Silésie dès 1815. En 1827, des sources d'eau minérale ont été découverts et de nombreux touristes ont commencé à arriver.
Après la Seconde Guerre mondiale, avec les conséquences de la conférence de Potsdam et la mise en œuvre de la ligne Oder-Neisse, la ville est intégrée à la république de Pologne. La population d'origine allemande est expulsée et remplacée par des Polonais. Nowogród perd ses droits de ville en 1945 en raison de l'expulsion des Allemands, et les ré-acquis en 1988 lors de la fusion avec la ville adjacente basse-lusacienne de Krzystkowice (Christianstadt) au-delà du Bóbr, où il y a eu un sous-camp allemand nazi de Gross-Rosen avec un nombre estimé de 40 000 victimes polonaises et d'autres nationalités.
De 1975 à 1998, la ville est attachée administrativement à la voïvodie de Zielona Góra. Depuis 1999, elle fait partie de la voïvodie de Lubusz.

## Jumelages
La ville a signé des jumelages ou des accords de coopération avec :
- Lübbenau (Allemagne) ;
- Bellingwedde (Pays-Bas).

## Galerie
|  |  |